# Бжезьно-Кольонія
Бжезьно-Кольонія (пол. Brzeźno-Kolonia) — село в Польщі, у гміні Ґоворово Остроленцького повіту Мазовецького воєводства.
Населення — 130 осіб (2011).
У 1975-1998 роках село належало до Остроленцького воєводства.

## Демографія
Демографічна структура станом на 31 березня 2011 року:
|          | Загалом | Допрацездатний вік | Працездатний вік | Постпрацездатний вік |
| -------- | ------- | ------------------ | ---------------- | -------------------- |
| Чоловіки | 65      | 18                 | 43               | 4                    |
| Жінки    | 65      | 15                 | 28               | 22                   |
| Разом    | 130     | 33                 | 71               | 26                   |